# Date Sōdō
Der Date Sōdō (japanisch 伊達騒動; „Date-Aufruhr“ oder „Date-Unruhen“) war ein Konflikt adeliger Familien innerhalb des Date-Klans, der sich im Jahr 1671 ereignete.

## Geschichte
1660 wurde Date Tsunamune, der Daimyō (Feudalherr) und Clan-Chef des Lehens Sendai (Hauptburg in Sendai), in Edo wegen Trunkenheit und Ausschweifungen verhaftet. Es wird in der Regel angenommen, dass dieses Benehmen von Tsunamune wahr gewesen sei, aber die Festnahme wurde vermutlich stark von Vasallen und Verwandten im Norden unterstützt. Diese Vasallen und Verwandten wandten sich an den Rat der Ältesten in Edo, mit der Klage, dass es Tsunamune nicht erlaubt sei zu herrschen, da er den Date-Klan nicht richtig führen könne, und dass sein Sohn Date Tsunamura, Urenkel von Date Masamune, dem berühmtesten Vertreter des Date-Geschlechts, Daimyō werden solle. So wurde Tsunamura unter der Vormundschaft seiner beiden Onkel, Date Munekatsu und Date Muneyoshi, zum Daimyō.
1666 starb ein Angestellter, als er die Mahlzeit für Tsunamura vorkostete. Gerüchte sahen in Munekatsu den Anstifter dazu. Gewalt und Konflikt herrschten die nächsten zehn Jahre im Norden Japans und erreichten einen Höhepunkt im Jahre 1671, als Aki Muneshige, ein mächtiger Verwandter der Date, sich beim Shōgunat über die Misswirtschaft der Lehen unter Tsunamura und seiner zwei Onkel beschwerte. Die Metsuke (Inspektoren) der Region Sendai versuchten, mit der Situation umzugehen, und sich als Vermittler zu tätigen, waren aber gegen Akis Entschlossenheit erfolglos.
Einige Monate später, in der Residenz von Sakai Tadakiyo, dem Tairō des Shogunats, wurde der Informant von einem Gefolgsmann Munekatsus umgebracht. Der Gefolgsmann wurde enthauptet, und Munkatsu wurde zu einer unbefristeten Verbannung in die Provinz Tosa, heute Präfektur Kōchi, überführt.